# Slavi Trifonov
Slavi Trífonov (en búlgaro: Слави Трифонов; Pleven, 18 de octubre de 1966) es un político, cantante, presentador de televisión y violista búlgaro. Es una de las personas más influyentes de su país.

## Biografía
Slavi Trífonov, cuyo verdadero nombre es Stanislav Tódorov Trífonov, nació en la ciudad de Pleven el 18 de octubre de 1966. Comenzó su carrera musical desde muy temprano siendo la viola el primer instrumento que aprende a tocar y el cual seguiría utilizando en la actualidad. Formó junto con muchos de sus compañeros de estudios de la Academia Nacional de las Artes Teatrales y Cinematográficas, Ku-Ku band, conjunto que llegó a ser muy popular a pesar de su corta duración como grupo. 
Posteriormente, tras la disolución de Ku-Ku band y esta vez como miembro de Kanaleto, en 1996, el mismo participó y encabezó las protestas que provocarían la dimisión del gobierno socialista de Zhan Videnov. Este hecho, junto con su activismo político le convirtió en una controvertida figura mediática y en uno de los hombres más amados y a la vez más odiados de Bulgaria. Desde entonces su popularidad fue en aumento hasta el punto en el que se le ofreció presentar su propio espacio televisivo titulado "Шоуто на Слави" (El show de Slavi). Dicho programa, cuyo concepto fue variando a lo largo de los años, y que fue y sigue siendo muy polémico debido a su humor ácido, acogió como invitados a varias personalidades de la música búlgara y balcánica además de personalidades muy influyentes a nivel político, lo cual hizo que en su momento, el programa se convirtiera en un "ring" para los debates políticos. 
Desde la primera emisión de su programa, Slavi Trifonov ha ido compaginando tanto su faceta televisiva como la musical, publicando varios álbumes de éxito hasta la actualidad. Unos años después, en 2005, el cantante y presentador se presentó a la final nacional de Bulgaria para el Festival de Eurovisión. De este modo, a dúo con la afamada cantante Sofi Marinova, presentaron la canción "Ednistveni", que a pesar de ser la canción favorita, quedó en el segundo puesto por detrás del grupo Kaffe, en una competición que el mismo denunciaría que estaba fuertemente amañada. Volvió a intentar satisfacer sus ansias eurovisivas un año después, también a duo con Sofi Marinova con el tema: "Ljubovta e otrova", que quedaría en un tercer lugar a pesar de que la votación fuera más transparente que el año anterior.
Desde el año 2006 hasta la actualidad, Slavi Trifonov ha ido presentando y produciendo varios programas y en los años 2008 y 2009 colaboró con la cantante ucraniana Ruslana (ganadora del Festival de Eurovisión de 2004), en la edición búlgara de su álbum Amazonka. También ha protagonizado varios escándalos.
En 2019 intento registrar el partido No existe tal Estado, pero su solicitud fue rechazada por lo que renombró su partido a Existe Tal Pueblo. El partido participó en las elecciones legislativas de Bulgaria de abril de 2021 y obtuvo 51 escaños en la Asamblea Nacional de Bulgaria.

## Discografía
- 1992 — Râgaj čuški v boba
- 1993 — Šat na patkata glavata
- 1994 — Roma TV
- 1995 — Žâlta knižka
- 1996 — Hâšove
- 1997 — Edno Ferrari s cvjat červen
- 1998 — Francia, zdravej!!!
- 1998 — Deveti tragičen
- 1999 — Vavilon
- 1999 — Njama da te iskam
- 2000 — Časât na benda
- 2001 — Novite varvari
- 2002 — Vox populi
- 2004 — Prima Patriot
- 2005 — Četiri biri i orkestâra da sviri
- 2007 — Nie prodâlžavame
- 2008 — No mercy
- 2010 — Makedonija
- 2012 — Edin ot mnogoto
- 2017 — Ima takâv narod
- 2018 — Pesni za bâlgari

### Recopilatorios
- 1997 Kanaleto: Naj-obroto
- 2002 The best